# 伊西贝尔·阿特金森
伊西贝尔·卡萝兰·“伊济”·阿特金森（英語：Isibeal Carolan "Izzy" Atkinson；2001年1月17日—），爱尔兰共和国女子职业足球运动员，司职前锋，目前效力于水晶宮女子足球俱樂部和爱尔兰共和国国家女子足球队。她曾代表爱尔兰参加2023年国际足联女子世界杯。